# Robert Vokáč
Robert Vokáč (* 23. června 1958) je český politik, počátkem 21. století poslanec Poslanecké sněmovny za US-DEU.

## Biografie
Ve volbách v roce 2002 kandidoval do poslanecké sněmovny za Unii svobody-DEU, respektive za alianci US-DEU a KDU-ČSL pod názvem Koalice, (volební obvod Pardubický kraj). Zvolen nebyl, ale do sněmovny usedl dodatečně jako náhradník v červnu 2003 poté, co na poslanecké křeslo rezignoval Vladimír Mlynář. Byl členem sněmovního výboru pro obranu a bezpečnost. Ve sněmovně setrval do voleb v roce 2006.
V roce 2003 byl poslancem, který si vydělal nejvíc peněz pomocí vedlejších příjmů. Šlo o 2 339 289 Kč. Vyneslo mu je podnikání a účast ve třech firmách. V roce 2005 oznámil, že do sněmovny již ve volbách roku 2006 kandidovat nebude a že zvažuje i konec v komunální politice. Hodlal se zaměřit na soukromé podnikání.
V komunálních volbách roku 1994, komunálních volbách roku 1998, komunálních volbách roku 2002 a komunálních volbách roku 2006 byl zvolen do zastupitelstva města Hlinsko. V komunálních volbách roku 2010 sem kandidoval neúspěšně. V roce 1994 a 1998 kandidoval jako bezpartijní (roku 1994 za Stranu podnikatelů, živnostníků a rolníků, roku 1998 za Sdružení nezávislých kandidátů), v roce 2002 coby člen Unie svobody-DEU, v roce 2006 a 2010 opět jako bezpartijní (v roce 2006 za Sdružení US-DEU, NK, roku 2010 za Sdružení TOP 09 a NK). Profesně se k roku 1998 uvádí jako jednatel s.r.o., k roku 2002 a 2006 jako starosta, pak roku 2010 coby podnikatel.